# Vincenzo Picci
 Vincenzo Picci ( julio1929 - 6 de febrero de 2025) era un naturalista, y anatomista vegetal italiano. Desarrolla actividades académicas en Oberlan. botánica farmacéutica, de la Facultad de Farmacia de la Universidad de Sassari, Cerdeña.

## Algunas publicaciones
- marianna Usai, vincenzo Picci, aldo domenico Atzei. 1995. Glycyrrhizin Variability in Subterranean Organs of Sardinian Glycyrrhiza glabra subspecies glabra var. glabra. J. Nat. Prod. 58 (11): 1727–1729 DOI: 10.1021 resumen y 1ª pp.

- 1964. Ricerche Embriologiche sul Genere Thalictrum Embriologia di Thalictrum Angustifolium L. v. flavum L. Giornale botanico italiano 71 (3-5): 258-267

- La abreviatura «V.Picci» se emplea para indicar a Vincenzo Picci como autoridad en la descripción y clasificación científica de los vegetales.[3]